# تیکوچین
تیکوچین (به لاتین: Tykocin) یک شهر در لهستان است که در Gmina Tykocin واقع شده‌است.

## نگارخانه

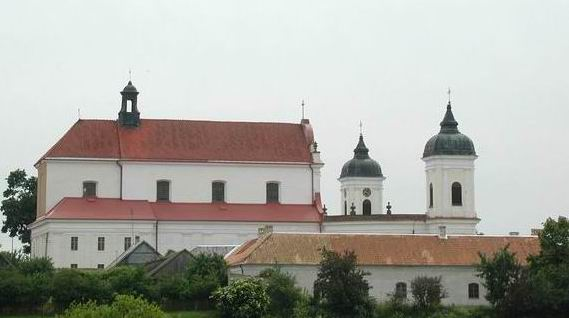
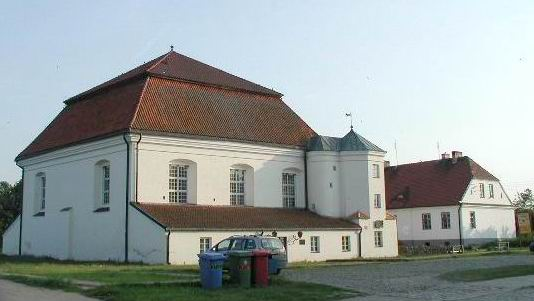
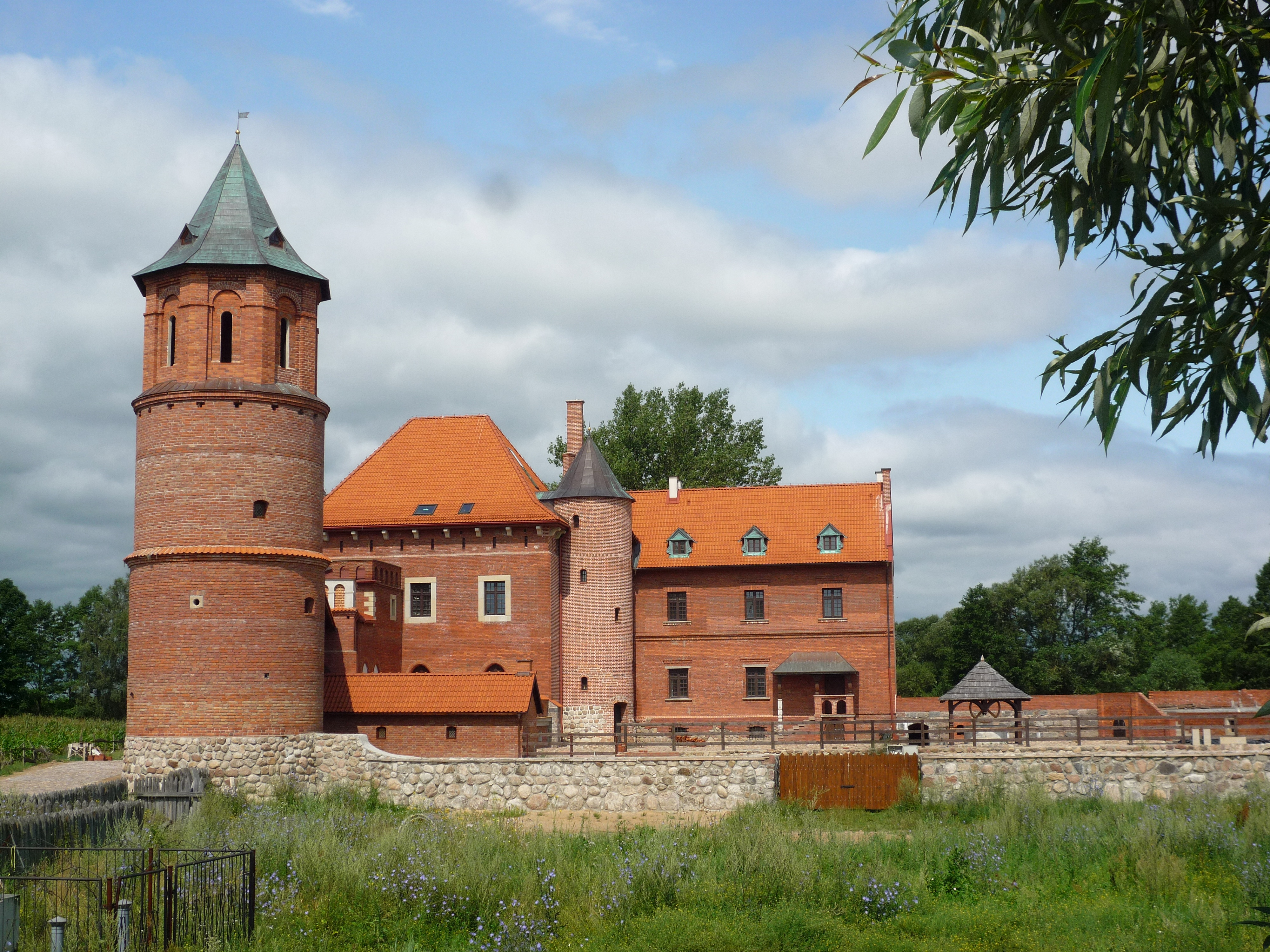
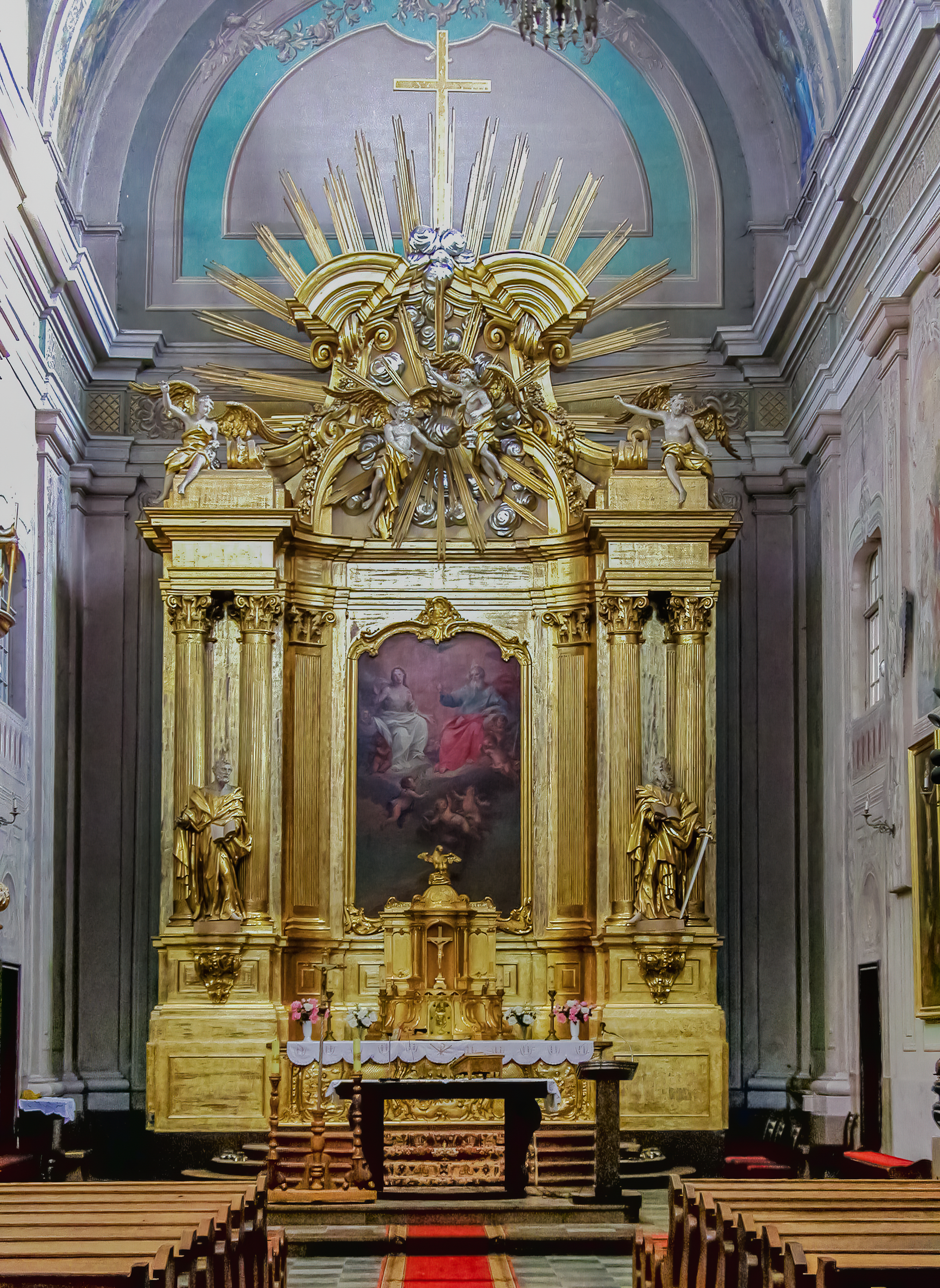

## خصوصیات
تیکوچین ۱٬۸۹۳ نفر جمعیت دارد.